# Borussia Mönchengladbach
O Borussia Verein für Leibesübungen 1900 e. V. Mönchengladbach, mais conhecido como Borussia Mönchengladbach, é um clube de futebol profissional com sede em Mönchengladbach, Renânia do Norte-Vestfália, na Alemanha. Atualmente disputa a Bundesliga, a principal divisão do sistema de ligas alemão.
O clube tem como títulos de campeão mais importantes cinco edições da Bundesliga, três da Copa da Alemanha e duas da Copa da UEFA. Também chegou ao vice-campeonato da Liga dos Campeões da UEFA em 1977.
O Borussia Mönchengladbach foi fundado em 1900, com seu nome derivado de uma forma latinizada da Prússia, que era um nome popular para clubes alemães no antigo Reino da Prússia. O clube se juntou à Bundesliga em 1965 e viu a maior parte de seu sucesso na década de 1970, quando, sob a orientação de Hennes Weisweiler desde 1964, conquistou cinco títulos, três deles do Campeonato Alemão, entre outras glórias.
Desde 2004, o Borussia Mönchengladbach manda seus jogos no Borussia-Park, tendo jogado anteriormente no Bökelbergstadion desde 1919. Com base nos sócios, o Borussia Mönchengladbach é o quinto maior clube da Alemanha com mais de 75.000 membros.
Seus principais rivais são os também renanos FC Köln, o Bayer Leverkusen e o Fortuna Düsseldorf, com o Köln disputando um dos maiores clássicos da Alemanha – o Rheinderby, ou Derby do Rio Reno.

## História

### Formação

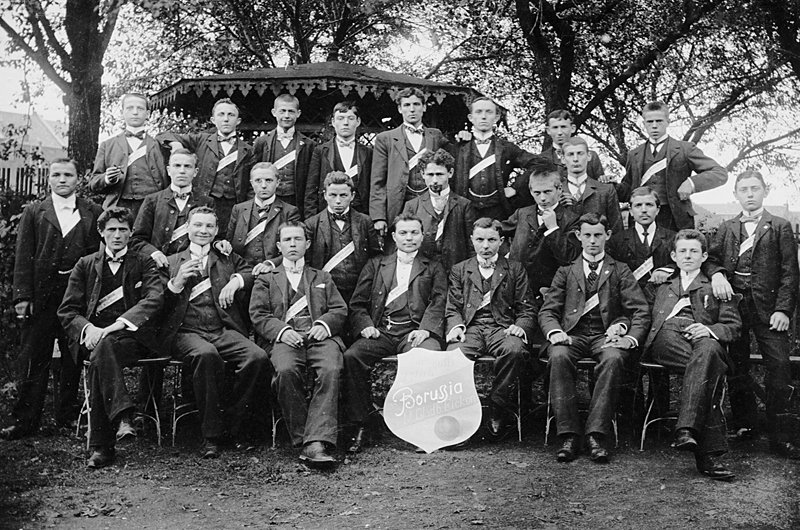
Borussia Mönchengladbach em 1900

Os fundadores do Borussia Mönchengladbach foram um grupo de jogadores que, depois de deixarem o clube desportivo Germania, fundaram o novo clube em 17 de novembro de 1899 sob o nome de FC Borussia.
O nome "Borussia" deriva da forma latinizada da Prússia, o reino no qual a cidade de Mönchengladbach se situava desde 1815. Em 1912, o clube jogou na Verbandsliga, a divisão mais alta em que o clube podia jogar.
Em março de 1914, o clube comprou o terreno no qual o Bökelbergstadion seria construído. A Primeira Guerra Mundial interrompeu o progresso do estádio e do FC Borussia, mas no final de 1917 a equipe voltou a jogar. Em 1919, o FC Borussia fundiu-se com outro clube local, Turnverein Germania 1889, tornando-se o 1899 VfTuR M.Gladbach. O clube alcançou seu primeiro grande sucesso em 1920, derrotando o Kölner BC por 3-1 e vencendo a final do Westdeutsche Meisterschaft.
A união entre o Germânia e o Borussia durou apenas dois anos; o clube foi posteriormente conhecido como Borussia VfL 1900 e.V. M.Gladbach.

### 1933-1945: Futebol sob o terceiro reich
Após a ascensão do Partido Nazista ao poder em 1933, o sistema de liga alemão foi reformado para consistir em 16 Gauligen - Gladbach começou jogando no Gauliga Niederrhein e depois em várias Bezirksklassen (ligas distritais).
Após a eclosão da Segunda Guerra Mundial, o jogo continuou como de costume, além da temporada de 1944-45.

### 1945-1959: Reconstrução após a guerra

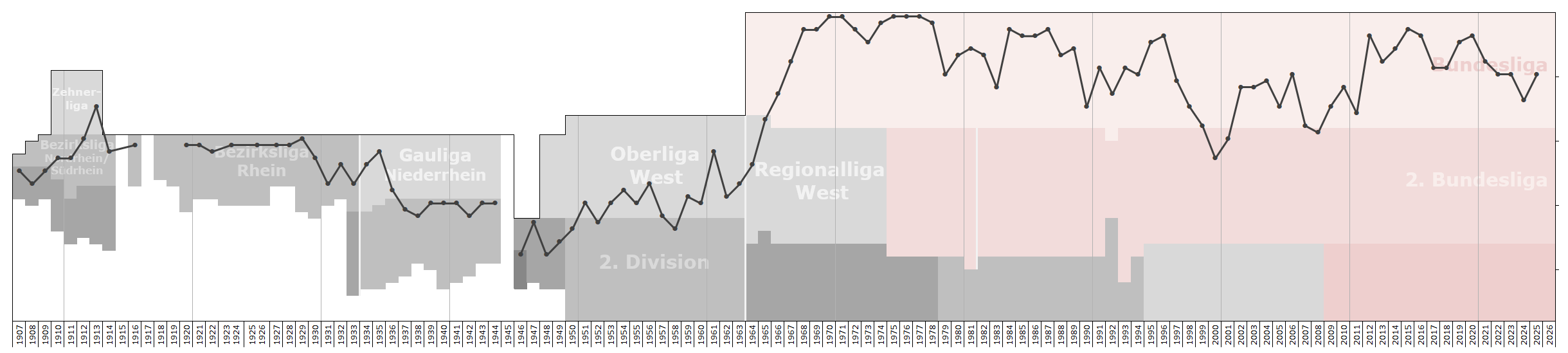
Gráfico histórico do desempenho do Borussia Mönchengladbach

Após a Segunda Guerra Mundial, o clube, com a ajuda das tropas de ocupação britânicas, restaurou o Estádio de Bökelberg, que havia sido convertido em uma oficina de tanques, para operações de jogo.
Eventualmente, o Mönchengladbach voltou a jogar em junho de 1946, ganhando sucessivas promoções para o Landesliga Niederrhein (o segundo nível regional) em 1949 e para a principal liga, a Oberliga West, em 1950.
Com Friedhelm Frontzeck, o Borussia contratou o pai do futuro jogador e treinador Michael Frontzeck para a temporada 1959/60. Nos jogos em casa, o Borussia registrou novo recorde de público então, com média de 15.125 espectadores por jogo. Após muitos anos de promoções e rebaixamentos, o Borussia conquistou seu primeiro título na Oberliga na temporada de 1958-1959.

### 1959-1965: Subida à Bundesliga

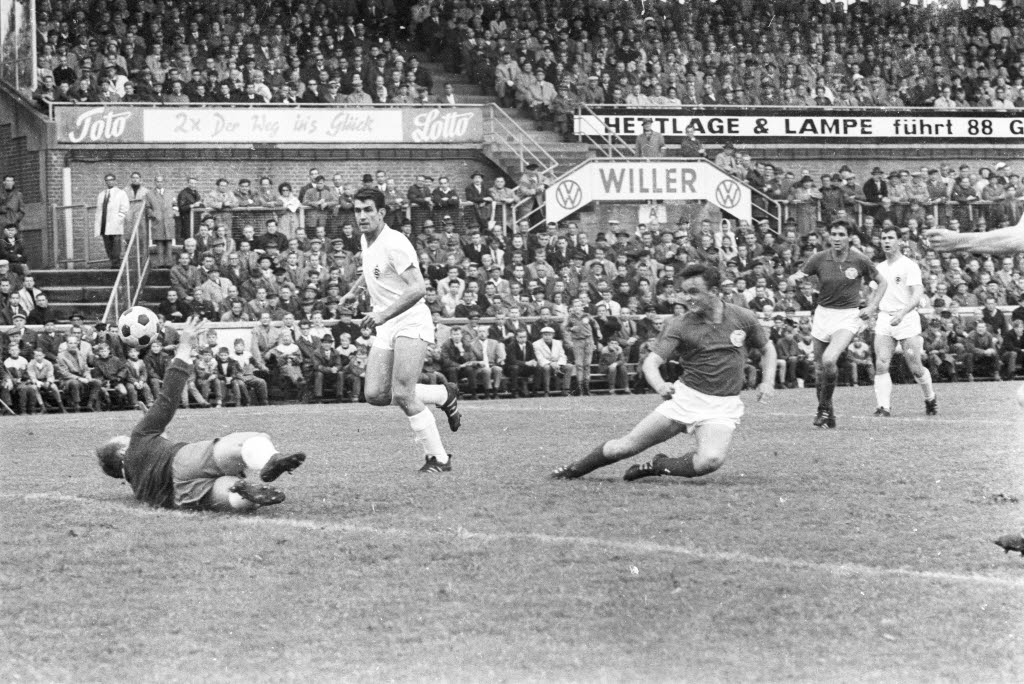
Jogo que definiu a promoção do Gladbach contra o Holstein Kiel em 19 de junho de 1965

Em agosto de 1960, o Borussia Mönchengladbach venceu a DFB-Pokal, conquistando seu primeiro título depois de derrotar o Karlsruher SC por 3-2 na final. O Borussia, portanto, classificou-se para a Taça dos Clubes Vencedores de Taças de 1960–61, onde foi derrotado por 11-0 no agregado para o Rangers. O Rangers venceu por 3-0 na Alemanha e 8-0 em Glasgow.
No ano seguinte, o clube assumiu o então conhecido nome Borussia VfL Mönchengladbach depois que a cidade de München-Gladbach se tornou Mönchengladbach.
A temporada de 1961-1962 da Oberliga terminou com o Borussia em 13º lugar na tabela. Em 1962-63, o clube esperava em vão juntar-se ao círculo de clubes da DFB que começaria no próximo ano na recém-fundada Bundesliga. Helmut Beyer, que permaneceu no cargo por 30 anos, assumiu a presidência naquela temporada e Helmut Grashoff assumiu como vice-presidente. Em 1962, a equipe juvenil venceu o campeonato da Alemanha Ocidental com uma equipe que incluiu futuros futebolistas profissionais, Jupp Heynckes e Herbert Laumen.
Outras honras teriam que esperar uma década. Os resultados do Borussia nos dez anos que antecederam a formação da Bundesliga não foram fortes o suficiente para levá-los a admissão na nova liga profissional e assim o clube jogou no segundo nível, a Regionalliga West.
Na temporada seguinte, o clube promoveu os jovens, Jupp Heynckes e Bernd Rupp, ao time profissional. A idade média de 21,5 anos foi a mais baixa de todas as equipes da liga regional. Eles ganharam o apelido de "potros" devido à sua baixa média de idade, bem como seu jogo despreocupado e bem sucedido. Em abril de 1965, a equipe venceu a Regionalliga West e garantiu a participação na rodada de promoção da Bundesliga. A equipe jogou contra o Wormatia Worms (segundo na Regionalliga Südwest), SSV Reutlingen (segundo na Regionalliga Süd) e Holstein Kiel (Campeões na Regionalliga Nord). Dos seis jogos, o Borussia venceu três (5-1 contra Worms, 1-0 contra Kiel e 7-0 contra Reutlingen). Eles ficaram em primeiro lugar e se classificaram para a Bundesliga.

### 1965-1969: Primeiros anos na Bundesliga
A situação econômica do clube não permitiu financiar uma equipe de estrelas e o técnico Hennes Weisweiler correspondeu às necessidades da equipe com sua atitude de promover a educação e o desenvolvimento de jovens talentos. Ele promoveu o individualismo e deu-lhes considerável liberdade no campo. Isso resultou em um estilo de jogo despreocupado e ofensivo.
O clube assinou com Berti Vogts e Heinz Wittmann, ambos jogadores cujos nomes devem estar intimamente ligados aos sucessos esportivos do Gladbach.
Weisweiler soube dar liberdade tática ao time e promover o entusiasmo individual dos jogadores, essas liberdades custaram algumas derrotas na primeira temporada da Bundesliga. O Gladbach terminou a primeira temporada na Bundesliga na 13º posição.
Na temporada seguinte, eles demonstraram o poder ofensivo da equipe, tendo marcado 70 gols. Devido à boa diferença de gols, a equipe conseguiu terminar a temporada em oitavo lugar da tabela.
Os sucessos tiveram o efeito colateral de que os salários dos jogadores subiram e, portanto, os bons jogadores não eram fáceis de segurar. Jupp Heynckes transferiu-se para o Hannover 96, Bernd Rupp transferiu-se para o SV Werder Bremen e o Eintracht Braunschweig contratou Gerhard Elfert. O clube comprou Peter Meyer e Peter Dietrich para compensar as saídas. Nas duas temporadas seguintes, o Gladbach chegou em terceiro lugar na Bundesliga.

### 1970-1980: década de ouro: domínio na liga e sucessos na Europa

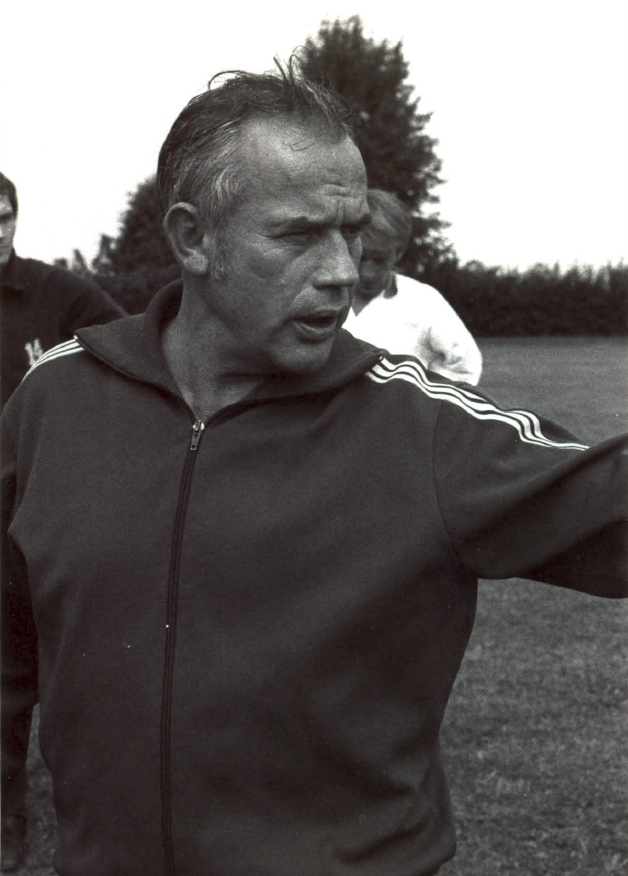
Hennes Weisweiler, 1970

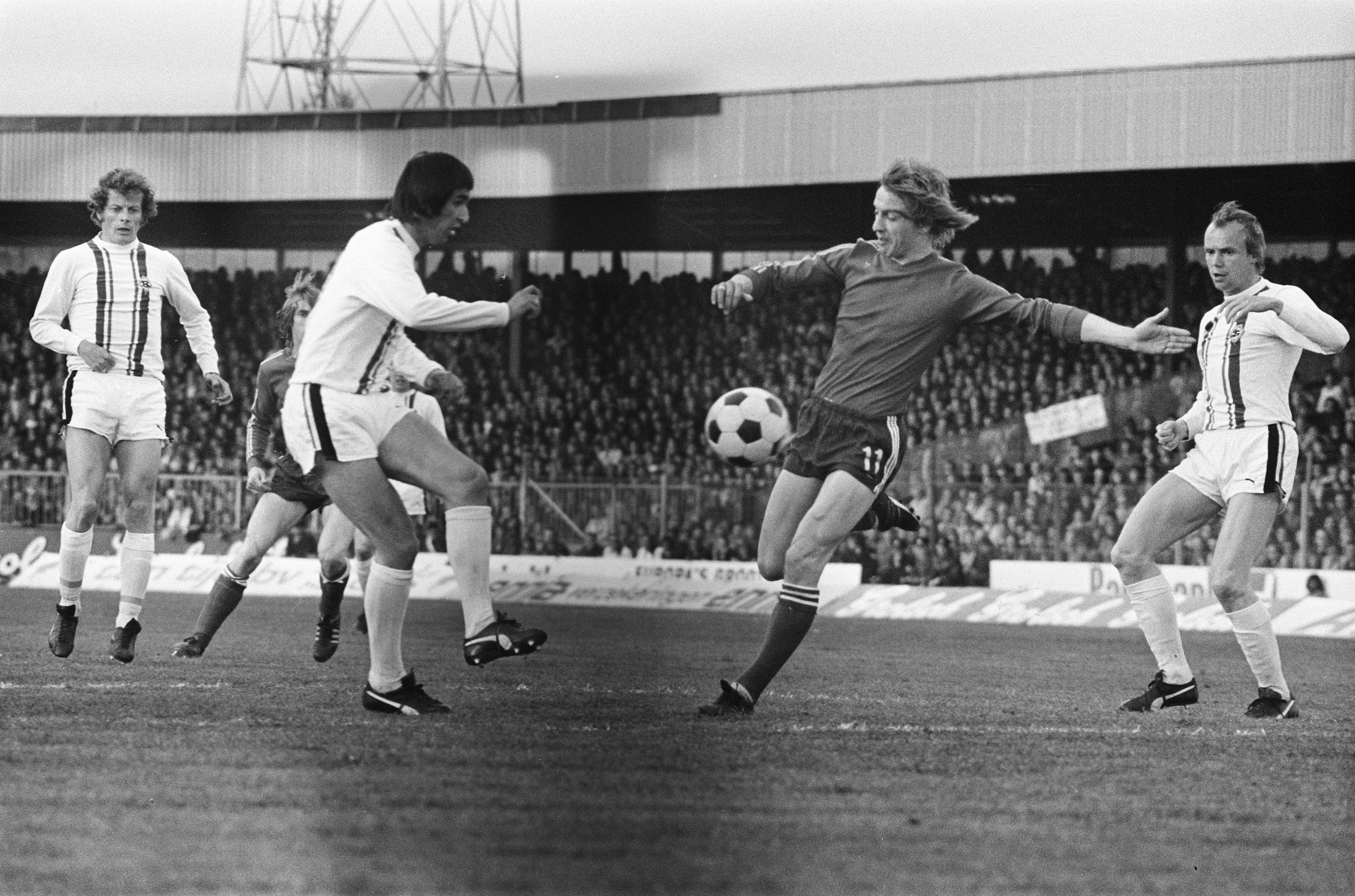
Cena do jogo da final da Copa da UEFA de 1975 contra o FC Twente

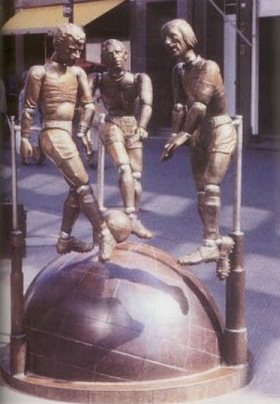
Monumento ao lendário trio - Herbert Wimmer, Berti Vogts e Günter Netzer

Os anos 1970 foram os mais bem sucedidos na história do clube. Sob o comando do técnico Hennes Weisweiler, o jovem time exibiu uma filosofia ofensiva que atraiu fãs de toda a Alemanha. O Borussia venceu a Bundesliga cinco vezes, com mais frequência que qualquer outro time neste período.
Na temporada de 1969/70, desviando do conceito de "potro", o Borussia comprou pela primeira vez jogadores defensivos como Luggi Müller e Klaus-Dieter Sieloff. Com uma vitória em casa contra o Hamburger SV em 30 de abril de 1970, o Gladbach garantiu o seu primeiro título na Bundesliga.
Em 16 de setembro de 1970, Herbert Laumen marcou na vitória por 6-0 contra o EPA Larnaka, esse foi o primeiro gol do Gladbach em um jogo europeu. Depois de uma vitória sobre o Eintracht Frankfurt em 5 de junho de 1971, o Gladbach se tornou o primeiro time a ser bicampeão da Bundesliga.
Durante a campanha da Taça dos Clubes Campeões Europeus de 1970–71, a lenda Matt Busby descreveu o jogo do Gladbach: "Ninguém no mundo teria vencido contra esse time hoje. Isso foi o futebol na mais alta perfeição".
Na temporada de 1972-73, o Die Fohlen conseguiu seu segundo título da DFB-Pokal depois de vencer o Köln por 2-1. Esse foi o último jogo de Günter Netzer no Gladbach, ele deixou o clube e se mudou para o Real Madrid.
O Gladbach chegou a final da Copa da UEFA de 1972–73, mas perdeu para o Liverpool por 3-2 no agregado (Perdeu por 3-0 na Inglaterra e ganhou por 2-0 na Alemanha).
As temporadas seguintes foram marcadas pela saída de jogadores conhecidos, apesar de o principal atacante do Gladbach ter permanecido. Jupp Heynckes foi o artilheiro da Bundesliga de 1973/74 com 30 gols, sendo o primeiro jogador do clube a ter essa honra. O Borussia teve sucesso no primeiro ano após a saída de Günter Netzer, terminando com um ponto atrás do campeão Bayern de Munique. Com um total de 93 gols marcados, eles estabeleceram um novo recorde no clube. Entre 1972 e 1974, o Gladbach terminou em 3°, 5° e 2° lugar, respectivamente.
O Gladbach voltou aos títulos quando venceu a Bundesliga da temporada 1974/75. A alegria pelo título foi anuviada pela saída do treinador Hennes Weisweiler, que deixou o clube depois de onze anos. que foi para o FC Barcelona. Eles chegaram a final da Copa da UEFA de 1974–75 e venceram o seu primeiro título internacional depois de ganhar do Twente por 5-1 no agregado (0x0 nos Países Baixos e 5x1 na Alemanha).
Udo Lattek, que veio do rival Bayern de Munique, assumiu o comando do clube na temporada de 1975/76. Em contraste com a substituição de Weisweiler, Lattek representou uma filosofia de defesa em primeiro lugar. Eles foram bi-campeões da Bundesliga nessa temporada.
A equipe permaneceu vencendo títulos e igualou o feito do Bayern com três títulos consecutivos da Bundesliga de 1975 a 1977. Em 12 de junho de 1976, Mönchengladbach conquistou o seu quarto título da liga.
Eles chegaram a final da Taça dos Clubes Campeões Europeus de 1976–77 em Roma, mas perderam mais uma vez para o Liverpool, dessa vez por 3-1.
Na temporada seguinte, 1978/79, Udo Lattek treinou o Gladbach pela última vez. Muitas caras conhecidas como o vice-presidente Rainer Bonhof e as estrelas Jupp Heynckes e Berti Vogts anunciaram suas aposentadorias. Eles terminaram em 12° lugar na tabela da Bundesliga. Apesar da má campanha, eles ganharam o seu segundo título internacional, a Copa da UEFA de 1978–79. Na final, eles derrotaram o Estrela Vermelha por 2-1 no agregado (1-1 na União Soviética e 1-0 na Alemanha).
Após a saída de Lattek na temporada de 1979/80, o clube nomeou Jupp Heynckes como seu novo treinador.

### 1980-1996: Queda lenta

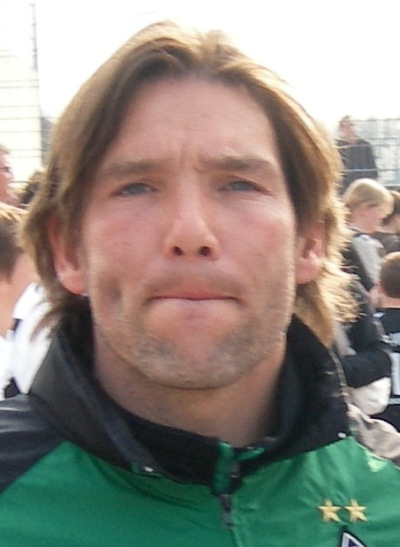
Uwe Kamps

Nos anos 80, o Gladbach não conseguiu voltar aos títulos da década passada e ficou atrás do antigo rival de Munique. Devido à falta de receita de ingressos do pequeno Bökelbergstadion, o clube teve que vender os seus melhores jogadores. Na temporada de 1980/81 muitos jogadores de longa data deixaram o clube, incluindo Karl Del'Haye, que foi para o Bayern de Munique. Nessa temporada, eles chegaram ao sexto lugar da tabela. O recorde esportivo não melhorou nas duas temporadas seguintes. Com um sétimo lugar em 1982, o Borussia perdeu a participação nas competições internacionais. No ano seguinte, Uwe Kamps assumiu a titularidade como goleiro e permaneceu por muitos anos.
Na temporada de 1983-84, o Gladbach disputou o título. No final da temporadas, eles terminaram empatado com o Stuttgart e com o Hamburger em terceiro lugar. Foi a primeira vez na história da Bundesliga que três clubes empataram na última rodada. Na mesma temporada, o Mönchengladbach também perdeu a final da DFB-Pokal para o Bayern de Munique nos pênaltis.
Na temporada de 1984-1985, o Gladbach venceu o Eintracht Braunschweig por 10-0, é até hoje a última vitória de dois dígitos na história da Bundesliga. Na temporada de 1985-86, eles não tiveram nenhum destaque esportivo na Bundesliga, com o clube terminando em quarto.
Na temporada de 1986-87, houve uma mudança de treinador com Jupp Heynckes indo para o Bayern de Munique e o clube nomeando Wolf Werner como o seu sucessor. No final da temporada, o Borussia ficou com o terceiro lugar na tabela e se classificou pela última vez nesta década para a Copa da UEFA. Após a saída de Jupp Heynckes, a era dos compromissos de longa data dos treinadores terminou. Nos primeiros 23 anos de clube, de 1964 a 1987, o Gladbach teve apenas três treinadores; Desde a saída de Heynckes, eles tiveram 16 técnicos até 2008. Foi a dispensa de Werner em 21 de novembro de 1989, que viu a primeira demissão prematura de um treinador no Gladbach. Apenas três treinadores posteriores conseguiram ficar no clube por mais de três anos: Bernd Krauss (1992-1996), Hans Meyer (1999-2003) e Lucien Favre (2011-2015).
Na temporada seguinte, eles terminaram a temporada em sétimo lugar, sem se classificar para as competições internacionais. O início dos anos 90 seguiu uma tendência decrescente significativa. Como resultado do declínio esportivo, o número de espectadores no Bökelberg. Nos anos seguintes o clube se estabeleceu no meio da tabela da Bundesliga. Na temporada de 1991/92, eles chegaram a final da DFB-Pokal e perderam nos pênaltis por 4-3 contra o Hannover 96.
Em 1993, sob o comando do técnico Bernd Krauss, eles conseguiram voltar ao topo da Bundesliga. Na temporada de 1994/95, eles conquistaram o primeiro troféu desde 1979, vencendo a DFB-Pokal com uma vitória por 3-0 sobre o Wolfsburg. O Gladbach também venceu a Supercopa da Alemanha contra o Borussia Dortmund, alguns meses depois.

### 1996-2010: Declínio e novo estádio

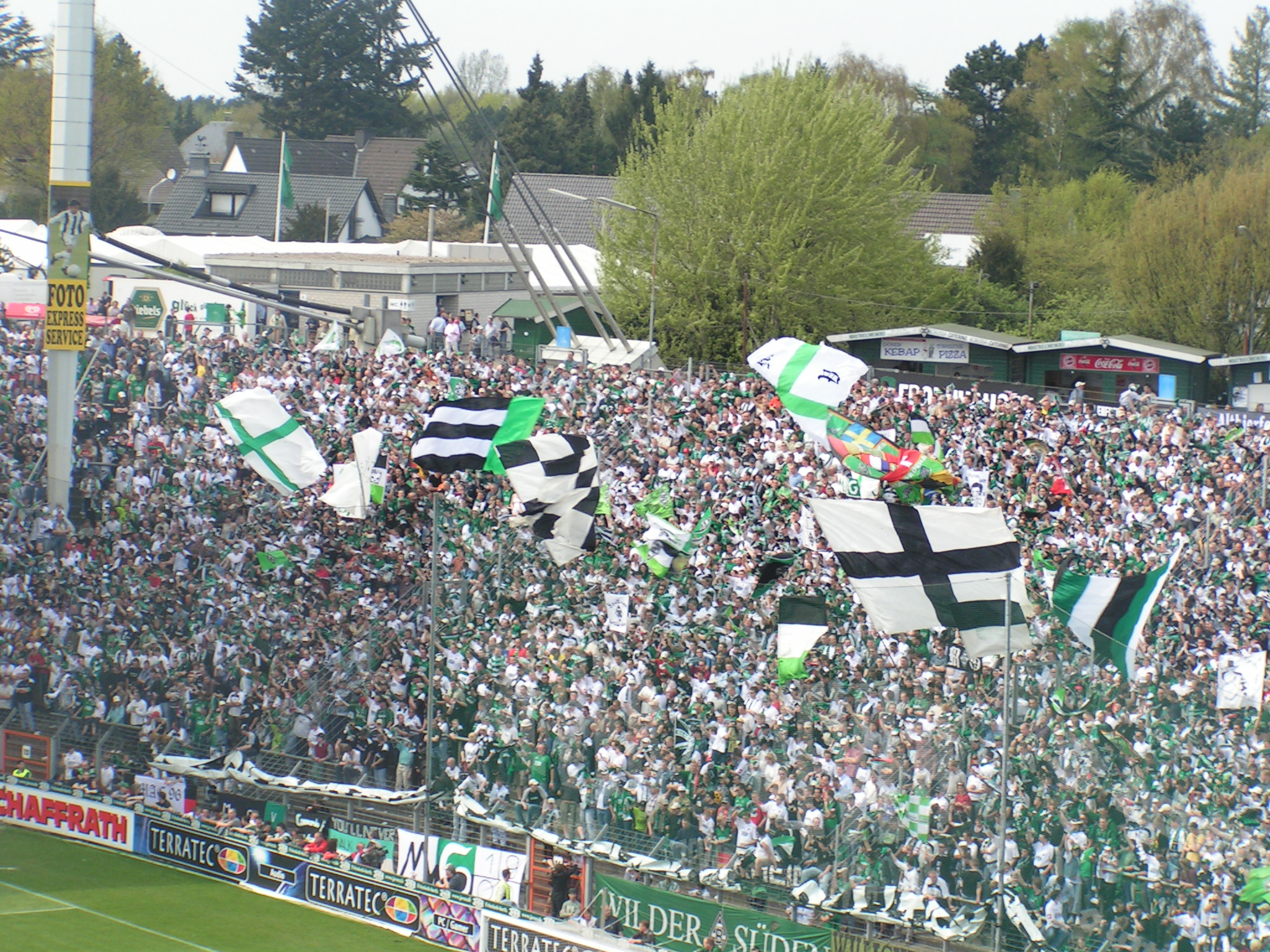
A curva norte do Bökelbergstadion

O desempenho da equipe caiu significativamente nos anos 1990 e o Die Fohlen logo se viu lutando na metade inferior da tabela da Bundesliga.
Na temporada de 1996/97, o Gladbach terminou em 11º lugar na tabela. O clube dispensou o técnico Krauss devido ao fracasso esportivo. Nenhum dos outros quatro treinadores após Krauss permaneceu no cargo por mais de um ano. Sob o comando de Friedel Rausch, a equipe só permaneceu na Bundesliga após um final dramático em 1998. Eles estavam na zona de rebaixamento e na última rodada venceram oWolfsburg por 2-0 e se salvaram.

Na temporada de 1998/99, eles acabaram rebaixados, ficando em 18° lugar na Bundesliga. Como consequência da descida, vários jogadores de topo, incluindo Robert Enke, Patrik Andersson, Karlheinz Pflipsen e Sebastian Deisler, deixaram o clube.

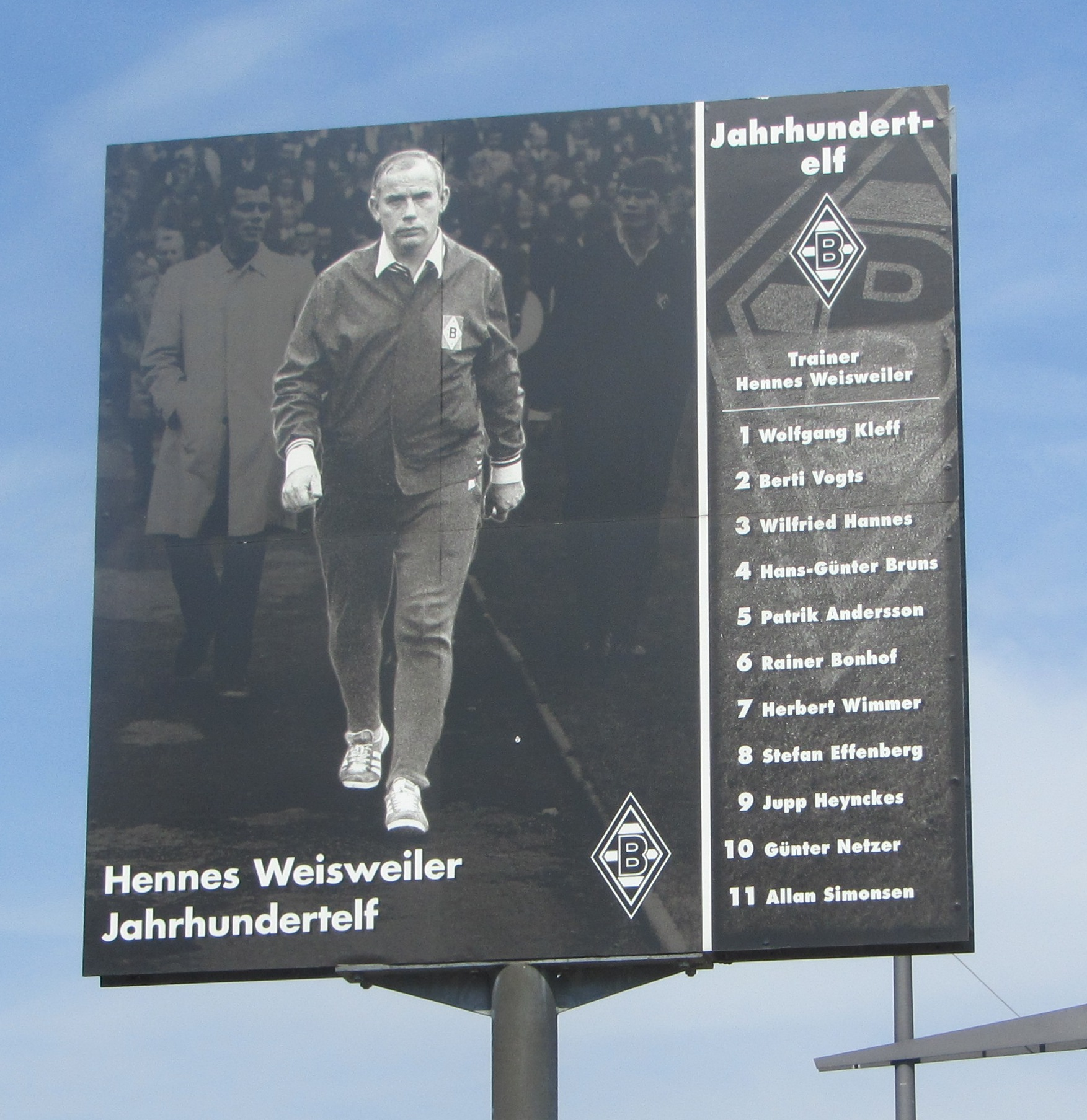
Quadro no Borussia Park com Hennes Weisweiler e os nomes dos jogadores da "Equipe do Século"

Em 1º de agosto de 2000, o Borussia Mönchengladbach comemorou o centenário do clube. Como parte das comemorações, ao lado do técnico Hennes Weisweiler, os seguintes jogadores foram eleitos pelos torcedores como os melhores de todos os tempos: O goleiro Wolfgang Kleff, na defesa Berti Vogts, Hans-Günter Bruns, Wilfried Hannes e Patrik Andersson, no meio-campo Rainer Bonhof, Stefan Effenberg, Herbert Wimmer e Günter Netzer e no ataque Jupp Heynckes e Allan Simonsen. Mais tarde, cartazes com as imagens dos jogadores nas laterais norte e leste foram anexados ao exterior do estádio no Borussia Park.
Na temporada de 2000/01, a equipe foi vice-campeã da segunda divisão da Bundesliga, a 2. Bundesliga, e chegou às semifinais da Copa da Alemanha, mas foi eliminada pelo Union Berlin nos pênaltis.
Em 2004, eles nomearam Dick Advocaat, que levou a seleção holandesa para as semis-finais da Eurocopa de 2004, como seu novo treinador. No entanto, Advocaat foi incapaz de virar a sorte da equipe e renunciou em abril do ano seguinte. Horst Köppel foi nomeado para os cinco jogos restantes da temporada. Para a temporada de 2006-07, a lenda do Gladbach, Jupp Heynckes. foi nomeado treinador da equipe.

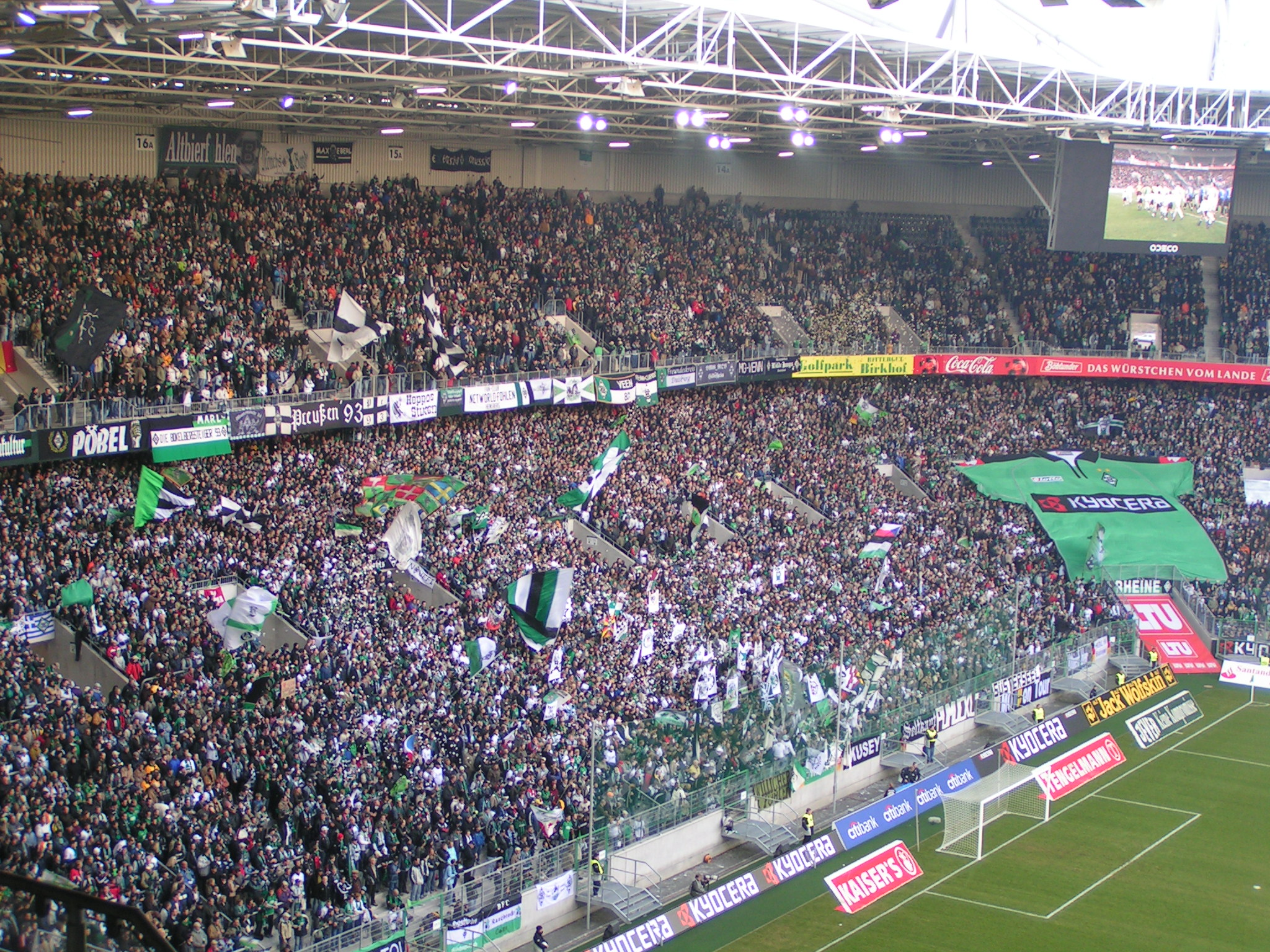
Curva norte do Borussia Park.

O clube havia tomado medidas para melhorar sua situação financeira com a construção de um novo estádio de última geração chamado Borussia-Park. O estádio tem uma capacidade de 59.771 espectadores (limitado a 54.067 nos jogos da Bundesliga e a 46.249 nos jogos internacionais). O clube há muito tempo tinha sido prejudicado por jogar em um estádio menor e mais antigo (Bökelberg tinha capacidade para 34.500 pessoas) e com a abertura do novo estádio, eles podiam esperar um aumento de receita através da maior venda de ingressos e da capacidade de sediar partidas internacionais lucrativas.
Na temporada de 2006-07, o Borussia Mönchengladbach foi rebaixado da Bundesliga depois que perdeu por 1-0 para o Stuttgart.[carece de fontes?] Eles foram promovidos de volta à Bundesliga na temporada de 2007-08 depois de vencer o jogo contra o SV Wehen por 3-0.

### 2010–2017: Renascimento

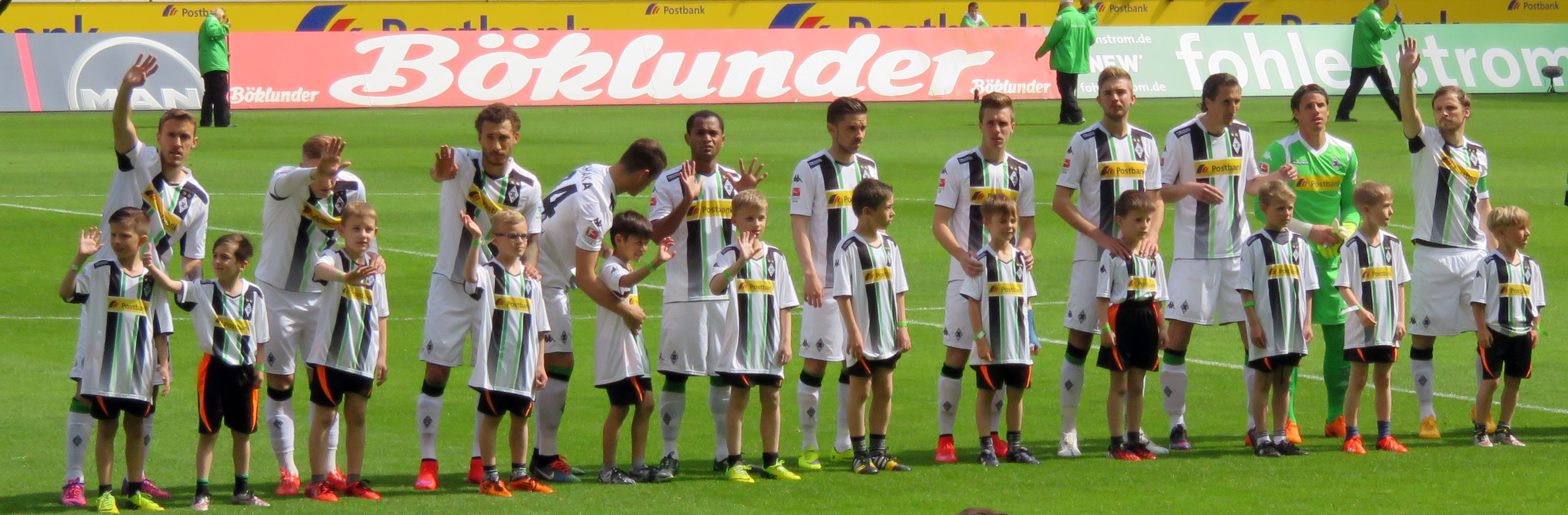
A equipe da temporada de 2014-15 antes do jogo em casa contra o Bayer Leverkusen em 9 de maio de 2015

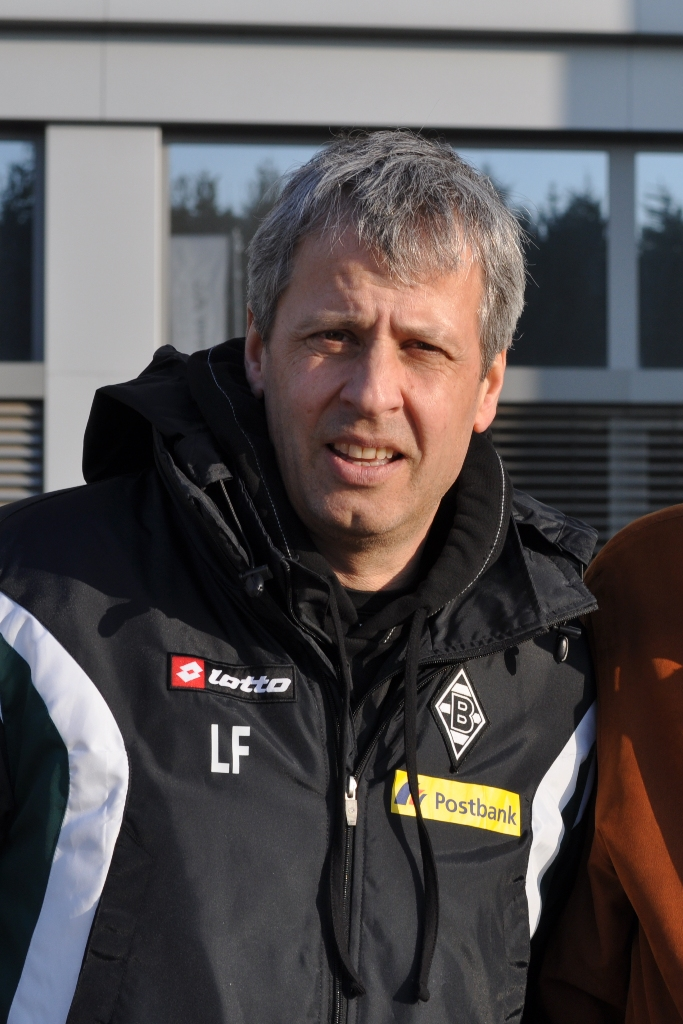
Lucien Favre foi o treinador de 2011 a 2015

Para o 110º aniversário do clube, o clube fez um filme de 110 minutos no qual a história do clube é contada. Em 28 de julho de 2010, o filme fez sua estreia em um cinema em Mönchengladbach.
Devido ao desempenho atlético sazonalmente ruim, uma fusão de líderes da economia local fundou a iniciativa Borussia, que acusou o clube de má gestão. De acordo com a iniciativa, as estruturas antigas e incrustadas devem ser dissolvidas para dar um futuro ao clube. Portanto, o dinheiro deve ser investido no esporte e não no complexo de museus planejado com o hotel anexo. Na Assembleia Geral Anual de 2011, apenas 335 dos 4769 membros presentes votaram a favor dos objetivos da iniciativa.
Na temporada de 2010-11, no jogo da Bundesliga contra o Mainz 05, Marco Reus marcou o gol de n° 2.500 da Bundesliga. Jupp Heynckes fez o de n° 500, Carsten Nielsen, o de n° 1.000, Uwe Rahn, o de n° 1.500 e Martin Dahlin, o de n° 2.000.
Sob o comando de Favre, que assumiu em janeiro de 2011, o Borussia Mönchengladbach demonstrou nos últimos anos ambições de se restabelecer no topo da Bundesliga. Na temporada de 2010-11, depois de uma desastrosa primeira metade da temporada, o Borussia Mönchengladbach conseguiu evitar o rebaixamento por meio dos play-off de rebaixamento da pós-temporada.
Na temporada seguinte, 2011-12, eles disputaram o título do campeonato e, eventualmente, terminou em quarto lugar. Na temporada de 2012-13, depois de perder alguns jogadores importantes, notavelmente Marco Reus, que foi eleito o melhor jogador do ano na Bundesliga na temporada anterior, o Borussia Mönchengladbach ainda disputava as vagas internacionais até o último dia, terminando em oitavo lugar.
Na temporada de 2013-14, eles tiveram outro ano de muito sucesso, alcançando um excelente terceiro lugar após a primeira metade da temporada e terminando a temporada em sexto lugar, se classificando para a UEFA Europa League. Eles terminaram a temporada de 2014-15 em terceiro lugar, dando ao clube uma qualificação direta para a fase de grupos da UEFA Champions League. O clube se viu em um grupo difícil junto com a Juventus, Manchester City e Sevilla e terminou em último lugar do grupo.
Depois de um início ruim da temporada de 2015-16, incluindo cinco derrotas, Favre renunciou e foi substituído por André Schubert. A sorte do clube mudou imediatamente, pois venceu seis partidas consecutivas da Bundesliga e acabaram a temporada em quarto lugar, ganhando a classificação para a Liga dos Campeões pela segunda temporada consecutiva.
Na temporada de 2016-17, eles foram eliminados nas fase de grupos da Liga dos Campeões. Depois de um começo promissor na Bundesliga, o clube sofreu uma série de lesões e caiu para a 14ª posição no intervalo de inverno. Em consequência, André Schubert demitiu-se e foi substituído por Dieter Hecking. Ele começou com três vitórias em quatro partidas da Bundesliga, quando o Borussia subiu para o nono lugar e também conquistou um lugar nas quartas-de-final da DFB-Pokal.

### 2017 – Presente: ascendência para a metade superior da tabela
Os dados financeiros de 2017 foram positivos, apesar da falta de participação em competições internacionais, a associação obteve o segundo melhor resultado de sua história com um faturamento de 179,3 milhões de euros e um lucro após impostos de 6,56 milhões de euros. A temporada de 2017-18 terminou depois de uma derrota por 2-1 para o Hamburgo que os deixou em nono lugar. O jogo também foi o último do Hamburgo na mais alta liga alemã, após 55 anos de afiliação ininterrupta.

## Estádio
O estádio do Borussia Mönchengladbach é o Borussia-Park. Inaugurado em 30 de Julho de 2004 para substituir o velho estádio Bökelbergstadion, tem capacidade para 54.022 torcedores nos jogos na Bundesliga e 46.287 para jogos internacionais.

## Títulos
| CONTINENTAIS | CONTINENTAIS      | CONTINENTAIS | CONTINENTAIS                                 |
|              | Competição        | Títulos      | Temporadas                                   |
| ------------ | ----------------- | ------------ | -------------------------------------------- |
|              | Copa da UEFA      | 2            | 1974–75 e 1978–79                            |
| NACIONAIS    |                   |              |                                              |
|              | Competição        | Títulos      | Temporadas                                   |
|              | Campeonato Alemão | 5            | 1969–70, 1970–71, 1974–75, 1975–76 e 1976–77 |
|              | Copa da Alemanha  | 3            | 1959–60, 1972–73 e 1994-95                   |
|              | 2. Bundesliga     | 1            | 2007–08                                      |

### Outros títulos
| NACIONAIS | NACIONAIS             | NACIONAIS | NACIONAIS                     |
|           | Competição            | Títulos   | Temporadas                    |
| --------- | --------------------- | --------- | ----------------------------- |
|           | Supercopa da Alemanha | 1         | 1977 (Competição não Oficial) |

### Outras campanhas de destaque

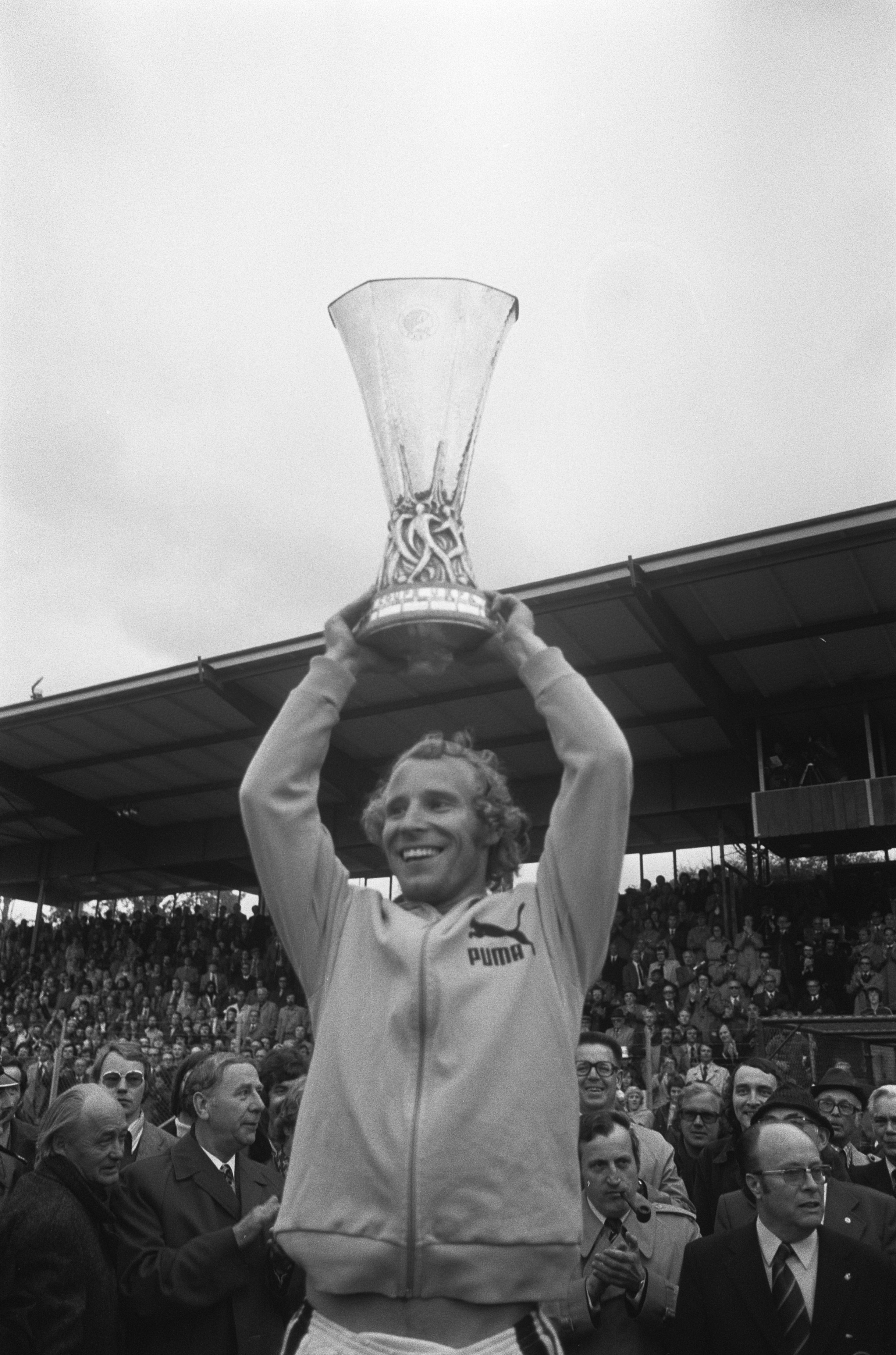
Berti Vogts com a taça da Copa da UEFA em 1975

- Vice-campeão da Liga dos Campeões da Europa (1): 1977
- Vice-campeão da da Taça UEFA (2): 1973, 1980
- Vice-campeão alemão (2): 1974, 1978
- Vice-campeão da Copa da Alemanha (2): 1984 e 1992

## Cultura
O clube tem fã-clubes em muitos países como Estados Unidos, África do Sul e Nova Zelândia. Um conhecido grupo de fãs do clube é chamado de "Steinwegs Mamm" e se posiciona na curva norte do estádio desde 1977.

### Amizades e rivalidades

#### Amizade com o Liverpool
O clube tem uma longa amizade com o Liverpool, que vem do tempo em que ambas as equipes se encontravam regularmente em jogos internacionais. Os fãs do Gladbach viajam para Liverpool em intervalos regulares para assistir aos jogos locais dos Reds, enquanto, os torcedores do Liverpool fazem o inverso.
Os torcedores do Gladbach recolheram 21.000 marcos alemães para as famílias dos 96 mortos no Desastre de Hillsborough. Para o 110º aniversário do clube, foi realizado um amistoso com o Liverpool como comemoração.

#### Rivalidade com o FC Köln
Existe uma forte rivalidade entre o clube e o rival regional, 1. FC Köln. Amplamente considerada a mais severa das rivalidades, as animosidades entre Gladbach e Colônia tiveram seu início em 1964, quando o técnico do Colônia, Hennes Weisweiler, trocou o clube pelo Gladbach. Weisweiler é uma figura central nas mitologias dos dois clubes; o mascote do Colônia é chamado Hennes em sua honra, enquanto Gladbach venera Weisweiler como o treinador de sua "equipe do século". O estádio de Mönchengladbach, Borussia-Park, está localizado em uma estrada chamada Hennes-Weisweiler-Allee.
Apesar de inicialmente o Colónia ter tido a vantagem atlética como membro fundador da Bundesliga e sendo o primeiro campeão da liga, Gladbach rapidamente diminuiu a diferença. Entre as temporadas de 1969-1970 e 1977-1978, o Gladbach ganhou cinco Bundesliga, Colônia ganhou um, e FC Bayern de Munique garantiu os três restantes.
Embora nenhum clube tenha conseguido conquistar o título da Bundesliga desde 1977-78, a rivalidade continua, com vários incidentes de violência entre os torcedores dos dois clubes. No geral, Gladbach tem tido mais sucesso nos jogos entre os dois, vencendo 54 dos 105 duelos.

#### Rivalidade com o Bayern de Munique
Tanto o Mönchengladbach quanto o Munique não jogaram na Bundesliga local - cada um conquistou seu lugar a partir da temporada de 1965-66. Ambos os clubes dominaram a liga entre as temporadas de 1969-1970 e 1976-77, quando cinco títulos foram para Mönchengladbach e três para Munique. No entanto, com o declínio do Gladbach nas décadas de 1980 e 1990, Munique poderia afirmar seu domínio tanto na Bundesliga quanto nas comparações diretas com o Borussia: Em 108 partidas, Bayern venceu exatamente a metade, 54.

#### Rivalidade com o Dortmund
Apesar de não ser tão pronunciado como a rivalidade do Borussia Dortmund frente ao FC Schalke 04 ou entre Gladbach contra o Köln, Dortmund e Mönchengladbach também é considerado uma rivalidade, principalmente devido à semelhança dos nomes - ambos são os Borussias da Bundesliga. A música Es gibt nur eine Borussia ("há apenas um Borussia") é popular entre os torcedores do Gladbach quando enfrentam o time de Dortmund. O duelo entre os dois foi apelidado de Borussengipfel, pela mídia.

#### Músicas
O hino oficial do clube é a canção The Eleven of the Lower Rhine, que é cantada antes de cada jogo em casa. A música foi gravada pelo grupo BO, uma banda dos fãs. Ao lado deles estão as músicas We are Borussia e The soul burns, que também são cantadas entre os fãs.
O Torhymne, que é ouvido após cada jogo em casa do Gladbach, é o refrão da música Maria (I Like It Loud) do grupo Scooter. É acompanhado pelo grito sonoro de "Tor für die Borussia", de Rolf Göttel, que trabalhou como locutor do clube em Bökelbergstadion durante décadas.

#### Mascote

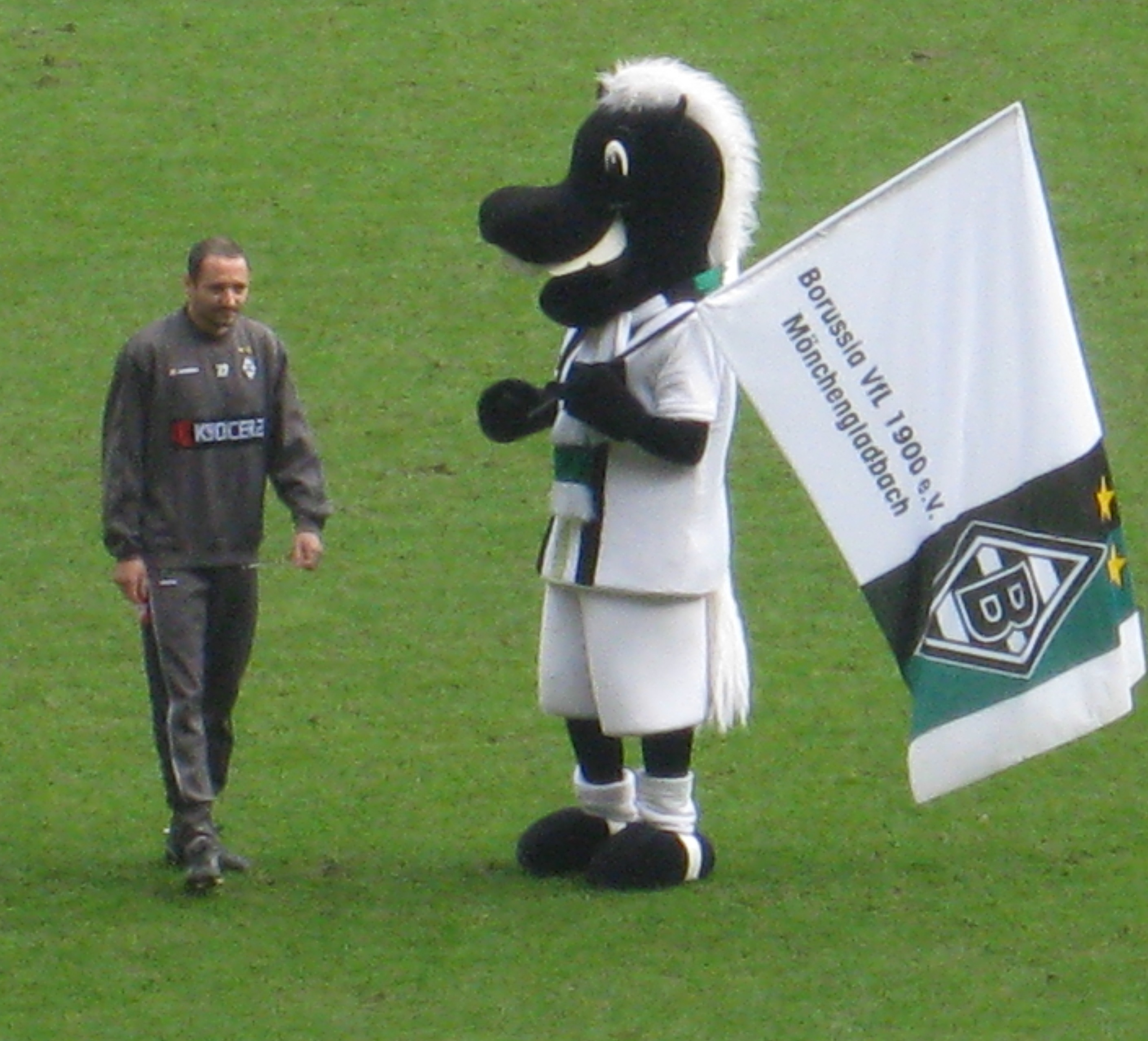
Oliver Neuville e o mascote Jünter

Um primeiro mascote foi criado pelo treinador Helmut Grasshoff e recebeu o nome de Bumsi. A cabeça era uma bola estilo Telstar com olhos e cabelos negros e encaracolados.
O mascote oficial do clube desde 1998, é o potro Jünter, cujo nome se refere ao nativo de Mönchengladbach e ao antigo jogador do clube, Günter Netzer.
O mascote veste a camisa do clube com o número 10 do ano de 1973. Na mesma camisa atirou em Günter Netzer Borussia em seu último jogo para o clube vencer a taça contra o 1. FC Köln.
No jornal do estádio publicado em todos os jogos em casa desde 1965, FohlenEcho, publicado originalmente por Günter Netzer, Jünter tem sua própria coluna na qual ele comenta com humor sobre questões atuais na área ao redor do clube. Além disso, Jünters Welt é publicado duas vezes por ano - a revista, que é enviada a todos os sócios do clube com menos de onze anos. Em histórias de fotos para crianças, Jünter conhece jogadores do Borussia e relata sua vida cotidiana.
A revista oferece informações sobre a associação e contém instruções de artesanato e modelos de coloração. Também há um dia Jünter, para o qual os membros mais jovens são convidados para um jogo em casa no Borussia-Park no verão. Neste dia, a associação organiza atividades práticas para as crianças e os jogadores e os membros do conselho de administração da associação se apresentarem. Por fim, o mascote leva as crianças a um jogo caseiro.

## Patrocinadores

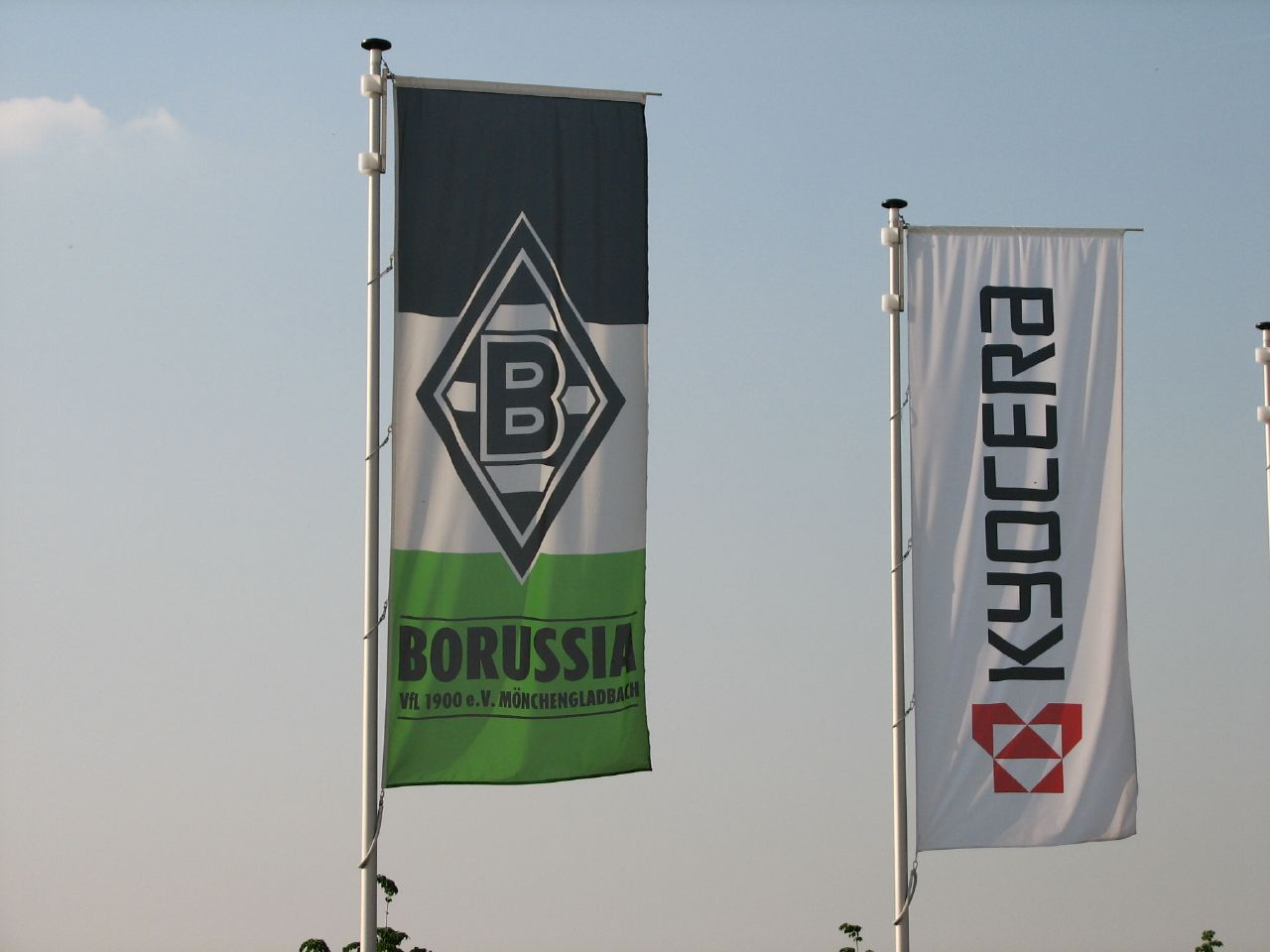
Bandeiras do Borussia e do antigo patrocinador Kyocera

| Ano       | Patrocinador | Ramo                  |
| --------- | ------------ | --------------------- |
| 1976–1980 | Erdgas       | Energia/Gás natural   |
| 1980–1983 | Datsun       | Carros                |
| 1983–1990 | Erdgas       | Energia/Gás natural   |
| 1990–1992 | Tuborg       | Cervejaria            |
| 1992–1994 | Trigema      | Esportes              |
| 1994–1997 | Diebels      | Cervejaria            |
| 1997–2002 | Belinea      | Hardware              |
| 2002–2005 | Jever        | Cervejaria            |
| 2005–2009 | Kyocera      | Eletrônica e Cerâmica |
| 2009–     | Postbank     | Banco de varejo       |

### Fornecedores de material
| Ano       | Fabricante |
| --------- | ---------- |
| 1976–1992 | Puma       |
| 1992–1995 | ASICS      |
| 1995–2003 | Reebok     |
| 2003–2013 | Lotto      |
| 2013–2018 | Kappa      |
| 2018–     | Puma       |

## Recordes individuais

### Mais partidas
| #  | País     | Nome                  | Período               | Jogos |
| -- | -------- | --------------------- | --------------------- | ----- |
| 1  | Alemanha | Berti Vogts           | 1965–1979             | 528   |
| 2  | Alemanha | Uwe Kamps             | 1982–2004             | 518   |
| 3  | Alemanha | Herbert Wimmer        | 1966–1978             | 460   |
| 4  | Alemanha | Wolfgang Kleff        | 1978–1979 e 1980–1982 | 421   |
| 5  | Alemanha | Patrick Herrmann      | 2009–2024             | 420   |
| 6  | Alemanha | Jupp Heynckes         | 1963–1967 e 1970-1978 | 407   |
| 7  | Alemanha | Hans-Günter Bruns     | 1978–1979 e 1980-1990 | 402   |
| 8  | Alemanha | Christian Hochstätter | 1982–1998             | 391   |
| 9  | Alemanha | Günter Netzer         | 1963–1973             | 349   |
| 10 | Alemanha | Hans-Jörg Criens      | 1980–1993             | 344   |

### Maiores artilheiros
| #  | Nome              | Período               | Gols |
| -- | ----------------- | --------------------- | ---- |
| 1  | Jupp Heynckes     | 1963–1967 e 1970-1978 | 313  |
| 2  | Herbert Laumen    | 1962–1971             | 155  |
| 3  | Günter Netzer     | 1963-1973             | 146  |
| 4  | Allan Simonsen    | 1972-1979             | 137  |
| 5  | Hans-Jörg Criens  | 1980-1993             | 129  |
| 6  | Uwe Rahn          | 1980-1988             | 126  |
| 7  | Bernd Rupp        | 1964–1967 e 1972–1974 | 121  |
| 8  | Hans-Günter Bruns | 1978–1979 e 1980-1990 | 117  |
| 9  | Lars Stindl       | 2015-2023             | 113  |
| 10 | Frank Mill        | 1981–1982 e 1985-1986 | 109  |

## Treinadores
| - Hans Krätschmer (1946–49) - Werner Sottong (1949–50) - Heinz Ditgens & Paul Pohl (1950–51) - Fritz Pliska (1951–53) - Fritz Silken (1953–55) - Klaus Dondorf (1955–57) - Fritz Pliska (1957–60) - Bernd Oles (1960–62) - Fritz Langner (1 de julho de 1962 - 25 de abril de 1964) - Hennes Weisweiler (1 de julho de 1964 - 30 de junho de 1975) - Udo Lattek (1 de julho de 1975 - 30 de junho de 1979) - Jupp Heynckes (1 de julho de 1979 - 30 de junho de 1987) - Wolf Werner (1 de julho de 1987 - 21 de novembro de 1989) - Gerd vom Bruch (22 de novembro de 1989 - 25 de setembro de 1991) - Bernd Krauss (Interino) (25 de setembro de 1991 - 7 de outubro de 1991) - Jürgen Gelsdorf (3 de outubro de 1991 - 5 de novembro de 1992) - Bernd Krauss (6 de Novembro de 1991 - 7 de Dezembro de 1996) - Hannes Bongartz (19 de dezembro de 1996 a 29 de novembro de 1997) - Norbert Meier (1º de dezembro de 1997 a 31 de março de 1998) - Friedel Rausch (1 de abril de 1998 - 10 de novembro de 1998) - Rainer Bonhof (10 de novembro de 1998 a 31 de agosto de 1999) - Manfred Stefes (interino) (1999–00) - Hans Meyer (7 de setembro de 1999 - 1 de março de 2003) - Ewald Lienen (2 de março de 2003 - 21 de setembro de 2003) - Holger Fach (21 de setembro de 2003 - 27 de outubro de 2004) - Horst Köppel (interino) (27 de outubro de 2004 - 1 de novembro de 2004) - Dick Advocaat (2 de novembro de 2004 - 18 de abril de 2005) - Horst Köppel (18 de abril de 2005 - 14 de maio de 2006) - Jörn Andersen (interino) (14 de maio de 2006 - 30 de junho de 2006) - Jupp Heynckes (1 de julho de 2006 - 2 de fevereiro de 2007) - Jos Luhukay (31 de janeiro de 2007 - 5 de outubro de 2008) - Christian Ziege (interino) (5 de outubro de 2008 - 18 de outubro de 2008) - Hans Meyer (18 de outubro de 2008 - 28 de maio de 2009) - Michael Frontzeck (1 de julho de 2009 - 13 de fevereiro de 2011) - Lucien Favre (14 de fevereiro de 2011 - 20 de setembro de 2015) - André Schubert (21 de setembro de 2015 - 21 de dezembro de 2016) - Dieter Hecking (4 de janeiro de 2017 - 18 de maio de 2019) - Marco Rose (1 de julho de 2019 - 22 de maio de 2021) - Adi Hütter (1 de julho de 2021 - 14 de maio de 2022) - Daniel Farke (1 de julho de 2022 - 31 e maio de 2023) - Gerardo Seoane (1 de julho de 2023 - presente) |

Fonte:[carece de fontes?]

## Elenco
Última atualização: 29 de março de 2025.